# Prestwichia zygopterorum
Prestwichia zygopterorum är en stekelart som först beskrevs av Tillyard 1926.  Prestwichia zygopterorum ingår i släktet Prestwichia och familjen hårstrimsteklar. Inga underarter finns listade i Catalogue of Life.